# إيمني تييروفا
إيمني تييروفا هي منطقة في مقاطعة يريفان الأرمينية. سمي الموقع باسم مدير المسرح ألكسندر تايروف.